# Colombia i olympiska sommarspelen 1996
Colombia deltog i de olympiska sommarspelen 1996 med en trupp bestående av 48 deltagare, men ingen av landets deltagare erövrade någon medalj.

## Boxning
Lätt flugvikt
- Beibis Mendoza
  - Första omgången — Besegrade Domenic Figliomeni (Kanada), 12-1
  - Andra omgången — Förlorade mot Oleg Kiryukhin (Ukraina), 6-18

Flugvikt
- Daniel Reyes
  - Första omgången — Besegrade Tebebu Behonen (Etiopien), 16-2
  - Andra omgången — Besegrade Khaled Falah (Syrien), 15-13
  - Kvartsfinal — Förlorade mot Albert Pakeyev (Ryssland), 13-13 (domarbeslut)

Bantamvikt
- Marcos Verbal
  - Första omgången — Förlorade mot Hicham Nafil (Marocko), 3-16

Lätt weltervikt
- Dario Esalas
  - Första omgången — Förlorade mot Jervy Le Gras (Seychellerna), 12-26

## Brottning
Lättvikt, grekisk-romersk
- José Uber Escobar

Tungvikt, grekisk-romersk
- Juan Diego Giraldo

Lätt flugvikt, fristil
- José Manuel Restrepo

## Cykling

### Landsväg
Herrarnas linjelopp
- Ruber Marín
- Javier Zapata
- Óscar Giraldo
- Dubán Ramírez
- Raúl Montaña

Herrarnas tempolopp
- Dubán Ramírez
  - Final — 1:11:18 (→ 29:e plats)

- Javier Zapata
  - Final — 1:15:09 (→ 37:e och sista plats)

Damernas linjelopp
- Maritza Corredor
  - Final — fullföljde inte (→ ingen placering)

Damernas tempolopp
- Maritza Corredor
  - Final — 42:06 (→ 24:e och sista plats)

### Bancykling
Herrarnas lagförföljelse
- Jhon García
- Marlon Pérez
- Yovani López
- José Velásquez

Herrarnas poänglopp
- Marlon Pérez
  - Final — fullföljde inte (→ ingen placering)

### Mountainbike
Herrarnas terränglopp
- Jhon Arias
  - Final — 2:42:04 (→ 23:e plats)

- Juan Arias
  - Final — 2:50:44 (→ 34:e plats)

## Friidrott
Herrarnas 5 000 meter
- William Roldán
  - Kval — 14:39,50 (→ gick inte vidare)

Herrarnas 10 000 meter
- Herder Vázquez

Herrarnas maraton
- Carlos Grisales — 2:15,56 (→ 11:e plats)

- Julio Hernández — 2:41,56 (→ 102:e plats)

Herrarnas 20 kilometer gång
- Héctor Moreno

Herrarnas 50 kilometer gång
- Héctor Moreno — 3:54:57 (→ 16:e plats)

Herrarnas höjdhopp
- Gilmar Mayo

Damernas 100 meter
- Zandra Borrero
- Mirtha Brock

Damernas 200 meter
- Patricia Rodríguez
- Felipa Palacios

Damernas 400 meter
- Ximena Restrepo
  - Heat — did not finish (→ gick inte vidare)

Damernas maraton
- Iglandini González — 2:35,45 (→ 22:e plats)

Damernas 4 x 100 meter stafett
- Mirtha Brock, Felipa Palacios, Patricia Rodríguez och Zandra Borrero

Damernas spjutkastning
- Zuleima Aramendiz
  - Kval — 54,24m (→ gick inte vidare)

## Fäktning
Herrarnas värja
- Mauricio Rivas
- Juan Miguel Paz

## Ridsport
Individuell hoppning
- Manuel Guillermo Torres
- Alejandro Davila